# ميرفاي غوبلي
ميرفاي غوبلي (20 نوفمبر 1994 بجيتي في بلجيكا - ) هو لاعب كرة قدم بلجيكي في مركز حراسة المرمى. شارك مع منتخب بلجيكا تحت 17 سنة لكرة القدم ومنتخب بلجيكا تحت 18 سنة لكرة القدم ومنتخب بلجيكا تحت 19 سنة لكرة القدم. أما مع النوادي، فقد لعب مع ستاندارد لييج وفاسلاند بيفيرين وRoyale Union Tubize-Braine ‏.

## وصلات خارجية
- ميرفاي غوبلي على موقع الاتحاد الأوربي (الإنجليزية)
- ميرفاي غوبلي على موقع الاتحاد البلجيكي (الإنجليزية)
- ميرفاي غوبلي على موقع إي إس بي إن إف سي (الإنجليزية)
- ميرفاي غوبلي على موقع قاعدة بيانات كرة القدم.إي يو (الإنجليزية)
- ميرفاي غوبلي على موقع Soccerbase.com (لاعب) (الإنجليزية)
- ميرفاي غوبلي على موقع Soccerway.com (الإنجليزية)
- ميرفاي غوبلي على موقع عالم كرة القدم.نت (الإنجليزية)